# Дамаск
Дама́ск (араб. دِمَشْق‎, Димашк [diˈmaʃq], или араб. الشَّام‎, Эш-Шам) — столица и второй по величине (после Алеппо) город в Сирии. Расположен в юго-западной Сирии рядом с восточным предгорьем Восточно-ливанской горной гряды на Восточном плато (высота 680 метров над уровнем моря) в нижнем течении реки Ба́рада, где она разделяется на семь рукавов. Дамаск территориально расположен в субтропическом поясе; тем не менее, несмотря на близость Средиземного моря, климат города жаркий и засушливый.
Дамаск — древнейшая из современных столиц и один из старейших городов мира; первые упоминания о нём относятся к 2500 году до нашей эры. Кроме того, Дамаск является крупным культурным и религиозным центром Леванта (от ср.-франц. Soleil levant — «восход солнца», в традиционном русском переводе — Ближний Восток).
8 декабря 2024 года Дамаск взят под контроль Сирийской оппозицией.

## Этимология
Впервые название Дамаск упоминается в географическом списке Тутмоса III как T-m-ś-q в XV веке до нашей эры. Вместе с тем, этимология самого T-m-ś-q до сих пор точно не определена и, возможно, имеет семитские корни. Косвенным подтверждением этого является: аккад. 𒁲𒈦𒋡 Dimašqa, егип. 𓍘𓄟𓊃𓈎𓅱 T-ms-ḳw; арам. דמשק и арам. 𐡃𐡌𐡔𐡒 Dammaśq; др.-евр. דמשק‬ Dammeśeq на библейском иврите и совр. ивр. דַּמֶּשֶׂק‎ — Даммэ́сэк. Аккадское написание обнаружено среди надписей в Амарнском архиве, датированных XIV веком до нашей эры. Позже на арамейском языке название встречается с корнями, обозначающими жилище, например кумранское Darmeśeq (арам. דרמשק), сир. ܕܪܡܣܘܩ Darmsûq. Латинское, английское, русское, белорусское и украинское название «Дамаск» было заимствовано из греч. Δαμασκός, которое восходит к арамейскому арам. דרמשק — «хорошо политое место».
Поэтическое название города — Город жасмина (араб. مَدِيْنَةُ الْيَاسْمِينِ‎ Madīnat al-Yāsmīn).

## География и топография
Город расположен на расстоянии примерно 80 километров от Средиземного моря, к востоку от хребта Антиливан, и стоит на плато, возвышаясь на 680 метров над уровнем моря. Суммарная площадь Дамаска составляет 105 км², 77 из которых — это собственно район городской застройки, а остальная часть занята горой Джебель-Касиюн.

Административная карта Дамаска

Район старого города с остатками фортификационных сооружений находится на южном берегу реки Барада, практически пересохшей (средняя высота воды составляет около 3 сантиметров). С юго-востока, севера и северо-востока он окружен районами Аль-Мидан, Саруджа и Имара; их история восходит к периоду Средневековья, когда у ведущих к городу дорог, в непосредственной близости от захоронений религиозных деятелей, возникали поселения. В XIX веке началось активное заселение также и склонов Касиюна (хотя люди жили там и ранее — пригород Эс-Салихия, к примеру, сформировался близ святилища шейха Ибн Араби). Изначально упомянутые поселения строились курдскими военными формированиями и мусульманскими беженцами из европейских регионов Оттоманской империи; они расположены на расстоянии от 2 до 3 километров к северу от старого города.

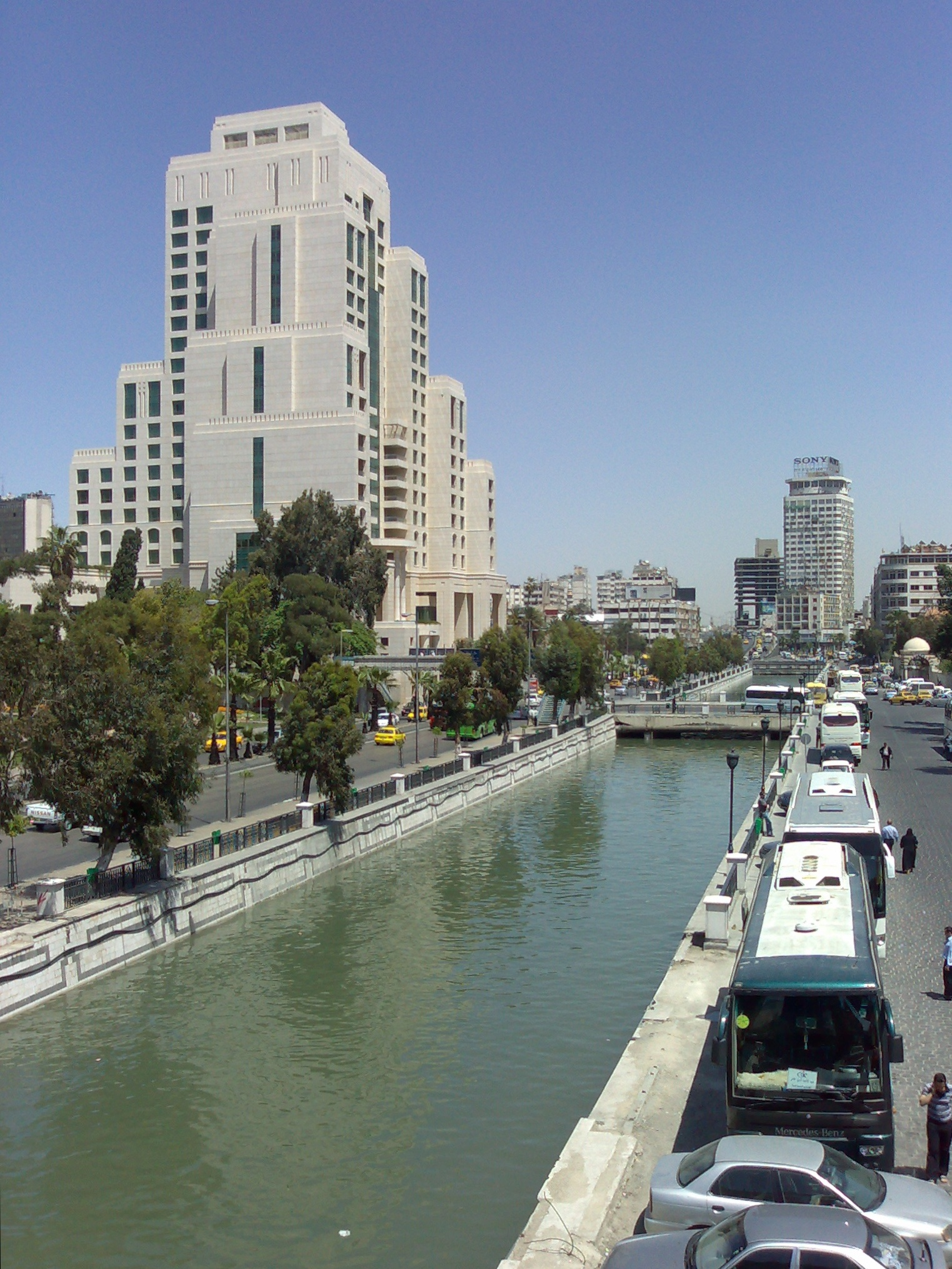
Центр Дамаска с видом на реку Барада в один из редких моментов, когда она становится довольно полноводной

В конце XIX века к западу от старого города, на берегах Барады, начал формироваться современный административный и торговый центр, сердце которого известно как «аль-Мардже» («луг»). Это наименование вскоре стало ассоциироваться с главной площадью Дамаска, где расположено здание муниципалитета. Несколько выше, к югу, были размещены мировые суды, почтамт и вокзал. В свою очередь, жилые кварталы европейского типа строились у дороги, ведущей от аль-Мардже к аль-Салихия; деловой и управленческий центр нового города со временем постепенно смещался в этом же направлении.
К началу XX века новые районы строились как к северу от Барады, так и на южном направлении, частично захватывая территорию оазиса Гута. С 1955 года один из таковых, Ярмук, стал местом проживания множества палестинских беженцев. Топографы и проектировщики стремились избежать влияния города на оазис, так что ближе к концу столетия город расширялся преимущественно на север и на запад (район Эль-Мазза). 

## Климат
Климат Дамаска является субтропическим пустынным. Лето очень жаркое и практически без осадков, но смягчается высотой города, которая составляет около 680 метров над уровнем моря. Осадки в Дамаске редки. За год выпадает 130 мм осадков, в основном зимой. Зима в Дамаске заметно холоднее, чем на большинстве территорий, прилегающих к Средиземному морю, ночью часто бывают заморозки, реже — небольшой мороз, иногда выпадает снег. Средняя температура января составляет около +6 °C. Лето в Дамаске типично для городов средиземноморского климата: жаркое и засушливое, осадков практически не бывает. Самым тёплым месяцем является июль, средняя температура которого составляет +27,3 °C. Суточные колебания довольно большие: ночью даже в самые жаркие дни обычно прохладно (в летние месяцы разница может превышать 20 °C, а зимой обычно составляет 10 °C).
| Показатель                    | Янв.  | Фев. | Март | Апр. | Май  | Июнь | Июль | Авг. | Сен. | Окт. | Нояб. | Дек.  | Год   |
| ----------------------------- | ----- | ---- | ---- | ---- | ---- | ---- | ---- | ---- | ---- | ---- | ----- | ----- | ----- |
| Абсолютный максимум, °C       | 24,0  | 29,0 | 34,4 | 38,4 | 41,0 | 44,8 | 46,0 | 44,6 | 42,0 | 37,8 | 31,0  | 25,1  | 46,0  |
| Средний суточный максимум, °C | 12,6  | 14,5 | 19,0 | 24,7 | 30,1 | 34,6 | 37,0 | 36,8 | 33,9 | 28,1 | 20,1  | 14,3  | 25,5  |
| Средняя температура, °C       | 6,1   | 7,7  | 11,4 | 16,2 | 20,8 | 25,0 | 27,3 | 27,0 | 24,0 | 19,0 | 12,1  | 7,5   | 17,0  |
| Средний суточный минимум, °C  | 0,7   | 1,9  | 4,3  | 7,9  | 11,4 | 15,0 | 17,9 | 17,7 | 14,4 | 10,3 | 4,8   | 1,7   | 9,0   |
| Абсолютный минимум, °C        | −12,2 | −12  | −8   | −7,5 | 0,6  | 4,5  | 9,0  | 8,6  | 2,1  | −3   | −8    | −10,2 | −12,2 |
| Норма осадков, мм             | 25    | 26   | 20   | 7    | 4    | 1    | 0    | 0    | 0,3  | 6    | 21    | 21    | 130   |
| Источник: «Погода и Климат»   |       |      |      |      |      |      |      |      |      |      |       |       |       |

## История

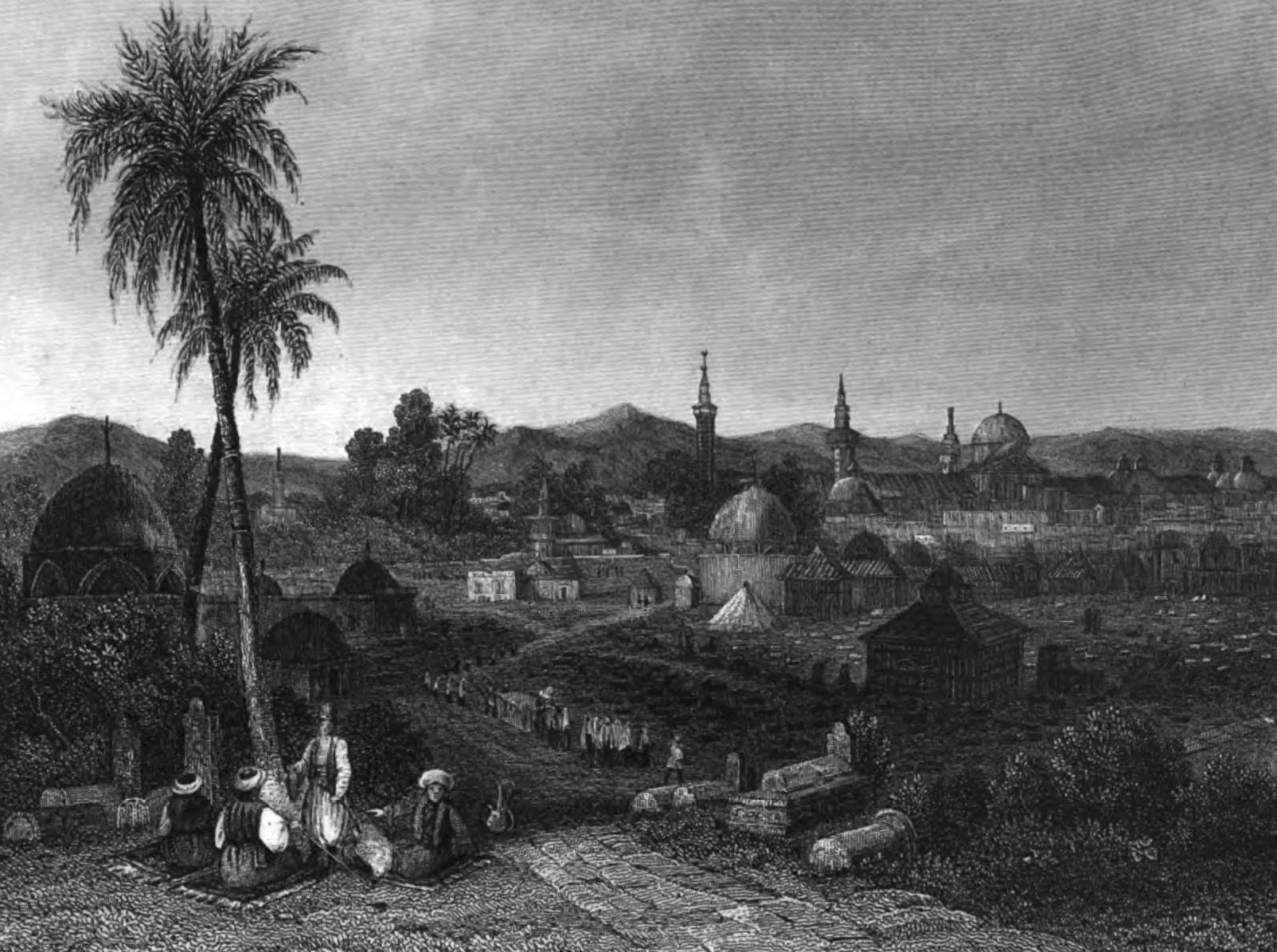
Дамаск, рисунок 1837 года.

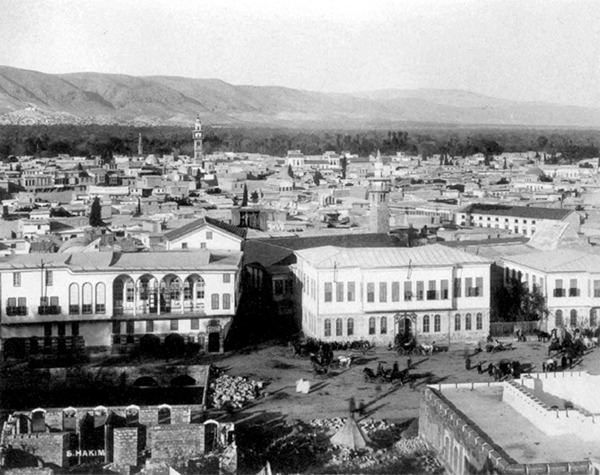
Дамаск в конце XIX века.

Дата основания Дамаска теряется в веках до начала нашей эры. Средневековый арабский историк Ибн Асакир (XII век) утверждал, что первой стеной, воздвигнутой после всемирного потопа, была Дамасская стена, и относил возникновение города к IV тысячелетию до нашей эры.
Первые исторические сведения о Дамаске относятся к XV веку до нашей эры, когда город находился под властью египетских фараонов. В X—VIII веках до н. э. — центр Дамасского царства. Затем входил в состав Ассирии, Нововавилонского царства, Израильского царства, державы Ахеменидов, империи Александра Македонского и возникшего после его смерти эллинистического царства Селевкидов.
В 83 году до нашей эры Дамаск и вся Сирия стали частью Армянской империи Тиграна Великого.
В 64 году до нашей эры римский полководец Гней Помпей присоединил его к Римской империи. Здесь размещалась штаб-квартира римских легионов, воевавших с персами. Уроженцем города в эту эпоху (64 год до нашей эры) был греческий историк и философ-перипатетик Николай Дамаскин (греч. Νικολαος Δαμασκινος).
В 395 году город вошёл в состав Византии. Первые христиане появились в Дамаске уже в I веке нашей эры незадолго до визита апостола Павла, который направился в город, чтобы устроить гонения на последователей нового вероучения. По дороге в Дамаск ему было видение Христа, Павел ослеп и был исцелен в Дамаске по молитве ученика Анания. Тогда же апостол принял христианство.
В результате поражения, нанесённого арабами византийской армии в битве при Ярмуке (август 636 года), Дамаск вошёл в состав Арабского халифата.
С 661 по 750 годы Дамаск был столицей халифата династии Омейядов, простиравшегося от Инда до Пиренеев.
Позднее город был под властью египетских династий, а в 1076 году стал частью государства турок-сельджуков.

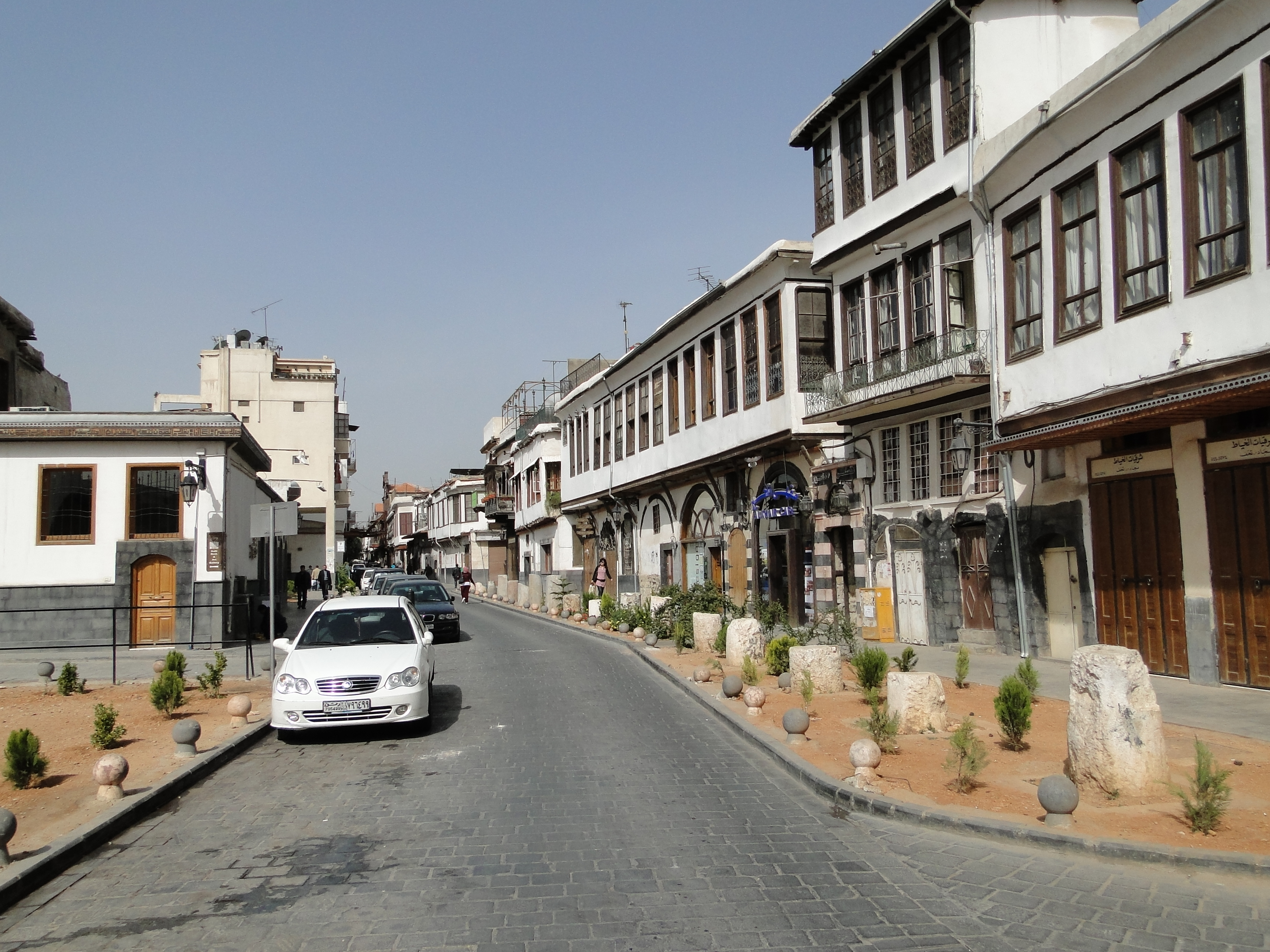
Средневековая улица в Дамаске

Крестоносцы три раза (в 1125, 1129 и 1148 годах; последний раз — во время Второго крестового похода) безрезультатно пытались захватить Дамаск.
В 1154 году Дамаск был взят войсками Нур ад-дина Махмуда. После его смерти в 1174 году Дамаск перешёл под власть Айюбидов.
В 1260 году власть в Дамаске захватили египетские мамлюки. Период их правления ознаменовался расцветом искусства и ремесла. В Европу экспортировалась дамасская сталь и дамасское стекло.
В 1300 году Дамаск разграбили монголы. Они устроили такую резню, что, по свидетельству арабского историка аль-Макризи, «по улицам рекой текла кровь».
В 1400 году Тамерлан разрушил город до основания. Лучших оружейников и ремесленников увели в рабство в Самарканд. Когда в 1516 году Дамаск занимали войска турецкого султана Селима, город всё ещё лежал наполовину в развалинах.
В Османской империи Дамаск стал одним из провинциальных центров, известных только как транзитный пункт для паломников, отправлявшихся на хадж в Мекку.
В 1833 году Мехмед-Али, овладев Сирией, подчинил себе временно и Дамаск, но европейские союзники султана возвратили его вместе с Сирией Турции в 1840 году.
С 9 по 16 июля 1860 года Дамаск стал свидетелем резни христиан друзами.
С 1920 по 1943 год Дамаск был административным центром подмандатной территории Сирии, подчинявшейся Франции, а после провозглашения независимости Сирии в 1943 году стал её столицей.
Во время Гражданской войны в Сирии в 2012 году развернулись боевые действия между правительственными силами и вооружённой оппозицией за контроль над городом.
В ходе гражданской войны в Сирии утром 8 декабря 2024 года Дамаск пал и перешёл под контроль вооруженной оппозиции.

## Демография

### Население
Население города по расчётам 2012 года составляет 1 907 471 человек, в агломерации официально живёт 2 552 003 человек (данные на 1 января 2006). В связи с гражданской войной, начавшейся в 2011 году, в город хлынуло множество беженцев и временных переселенцев.

### Религия

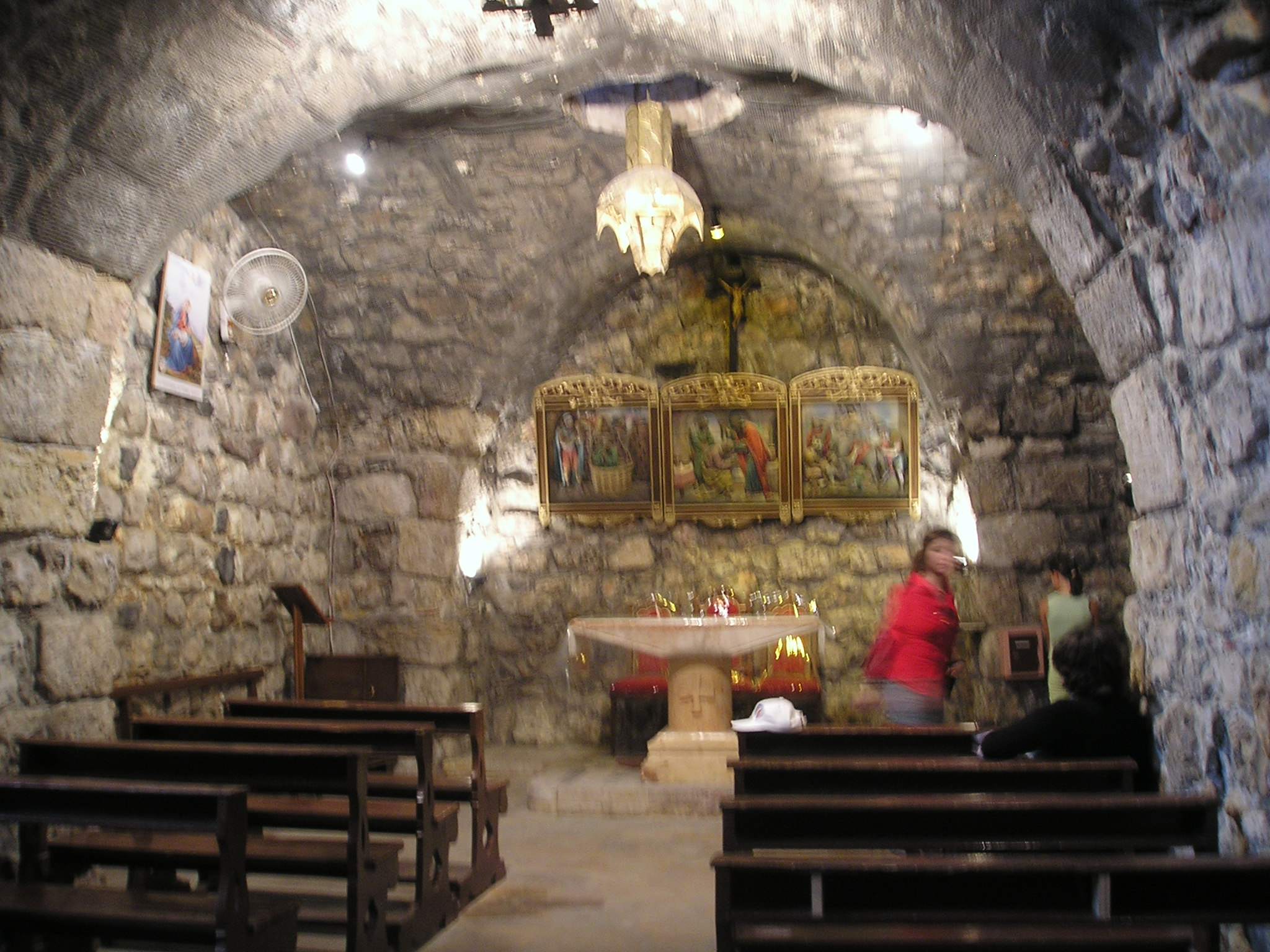
Дом Святого Анания

Большинство жителей Дамаска являются суннитами. В Дамаске насчитывается более 2000 мечетей, наиболее известной является мечеть Омейядов. Христиане составляют 10 % населения, и существует целый ряд христианских районов, таких как Баб Тума, Кассаа и Гассани; в городе много церквей. Существует небольшая еврейская община. Древняя синагога, находившаяся в районе Джобар, была разрушена захватившими район боевиками.

## Административное деление
Дамаск на момент 2017 года делится на 23 района:
1. Аббасиин
2. Абу Руммана
3. Амара
4. Бахса
5. Барамка
6. Барзе
7. Думмар
8. Джобар
9. Кафар Суса
10. Мальки
11. Мазраа
12. Эль-Мезза
13. Мидан
14. Мухажрин
15. Канават
16. Рукн Эд-дин
17. Аль-Салихия
18. Саруджа
19. Ша’алян
20. Шагур
21. Тиджара
22. Баб Тума
23. Хиджаз

## Транспорт

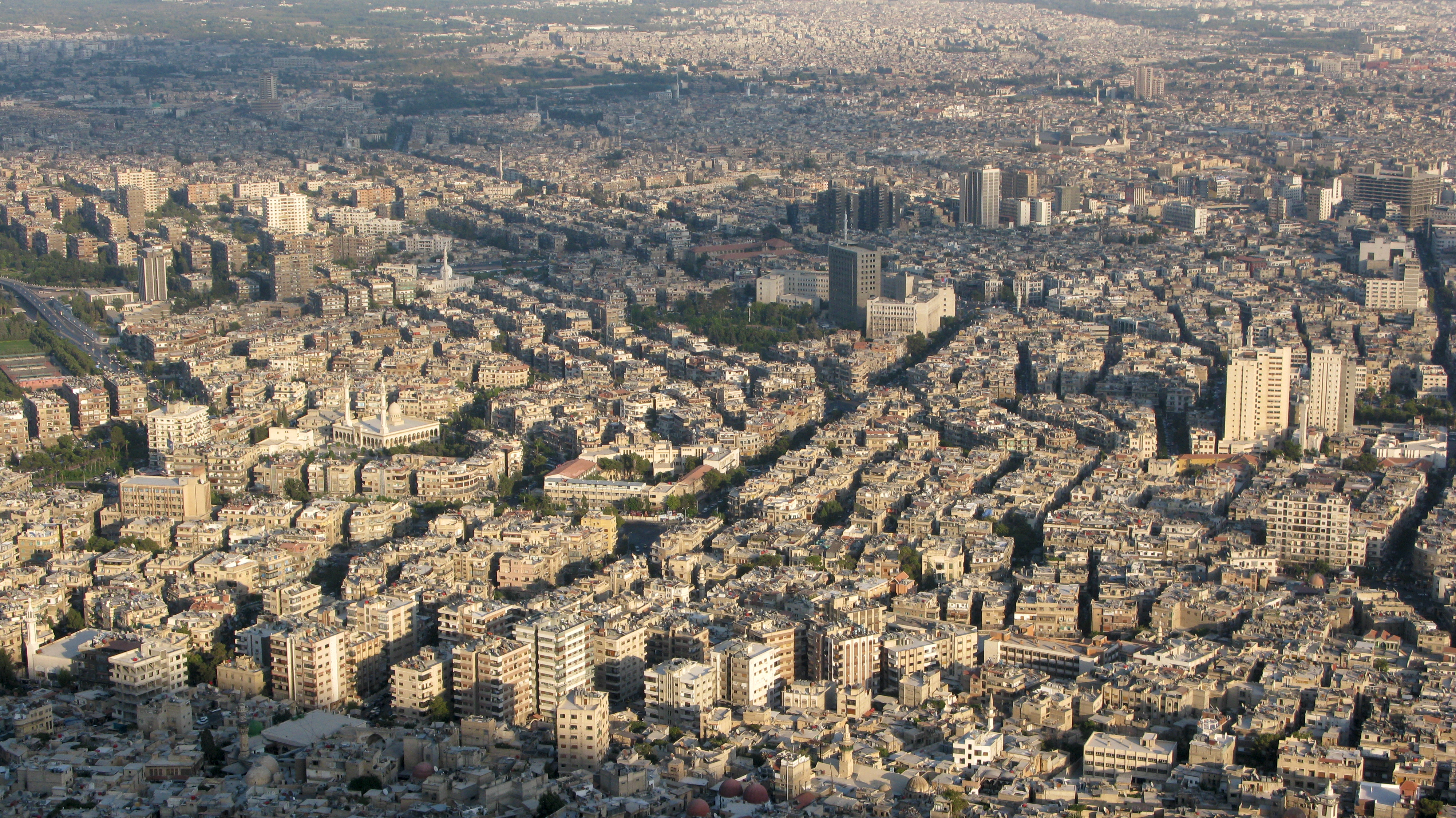
Панорама центральной части Дамаска

Основным аэропортом является международный аэропорт Дамаска (располагающийся примерно в 20 км от центра города), связывающий Сирию со многими крупными азиатскими, европейскими, африканскими и южноамериканскими городами. В связи с объявленными против Сирии санкциями, а также из соображений безопасности и в связи с серьёзным снижением пассажиропотока в Сирию, в настоящее время[когда?] международные рейсы выполняет только авиакомпании «Сирийские авиалинии» и ряд авиакомпаний Ирана. Кроме международных рейсов, из аэропорта Дамаска выполняются местные рейсы в города Латакия, Эль-Камышлы, Алеппо (последние могут отменяться в связи с ситуацией в этом городе).
Улицы в исторической части Дамаска зачастую узкие, «спроектированные» в османский, а то и античный период. Общественный транспорт в Дамаске состоит из сети микроавтобусов и больших пассажирских автобусов. Есть около ста линий, которые действуют на территории города, и некоторые из них направляются от центра города в близлежащие пригороды. Некогда в Дамаске существовал трамвай, который впоследствии был упразднён (в некоторых местах до сих пор видны фрагменты рельсов).
Историческое здание Хиджазского вокзала сейчас функционирует только как административное здание. В нём работают служащие сирийских железных дорог. Само здание вокзала является памятником архитектуры. Вход в здание для его осмотра во время работы в нём служащих свободный. Железные дороги Сирии в настоящее время[когда?] не функционируют из-за ряда терактов, устроенных боевиками.
В 2008 году правительство объявило о намерении построить метро в Дамаске. Строительство первой линии столичного метро, названной «зелёная», планировалось начать в 2013 году при финансовом участии Европейского Союза и Франции. Открытие «зелёной» линии было запланировано на 2015 год. Предполагалось, что «зелёная» линия станет важной частью будущей сети общественного транспорта, обслуживающей столичные районы Moadamiyeh, Sumariyeh, Эль-Мезза, Дамаскский университет, Хиджаз, Старый Город, Аббасиин и автовокзал Qaboun Pullman. Всю сеть метро, состоящую из четырёх линий, планировалось ввести в эксплуатацию к 2050 году.

## Образование

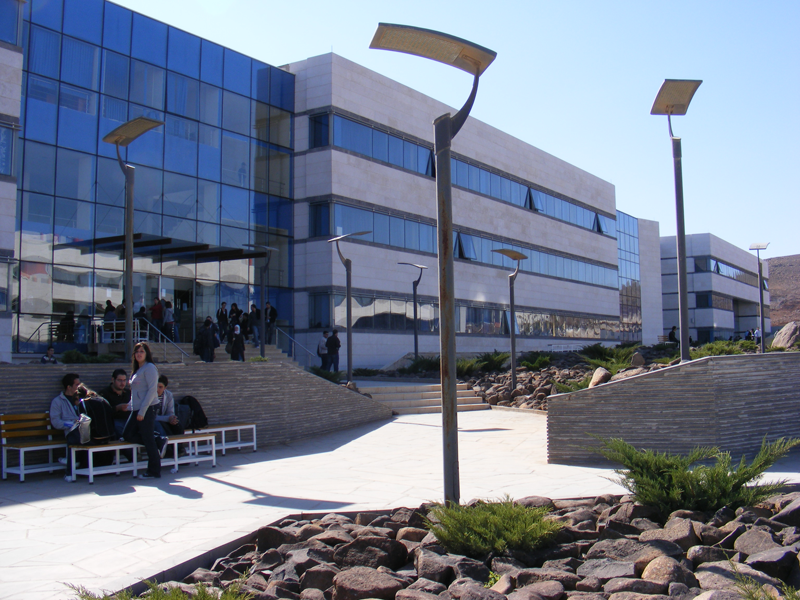
Кампус Арабского международного университета

Дамаск является основным центром образования в Сирии. Университет Дамаска является старейшим и самым крупным университетом в Сирии. После принятия законодательства, разрешающего частные учебные заведения, несколько новых университетов были созданы в городе и в прилегающих районах, в том числе:
- Сирийский виртуальный университет[англ.]
- Международный университет науки и техники
- Высший институт делового администрирования
- Высший институт прикладной науки и техники
- Университет Каламун
- Арабский международный университет
- Национальный институт управления

## Культура

### Музеи

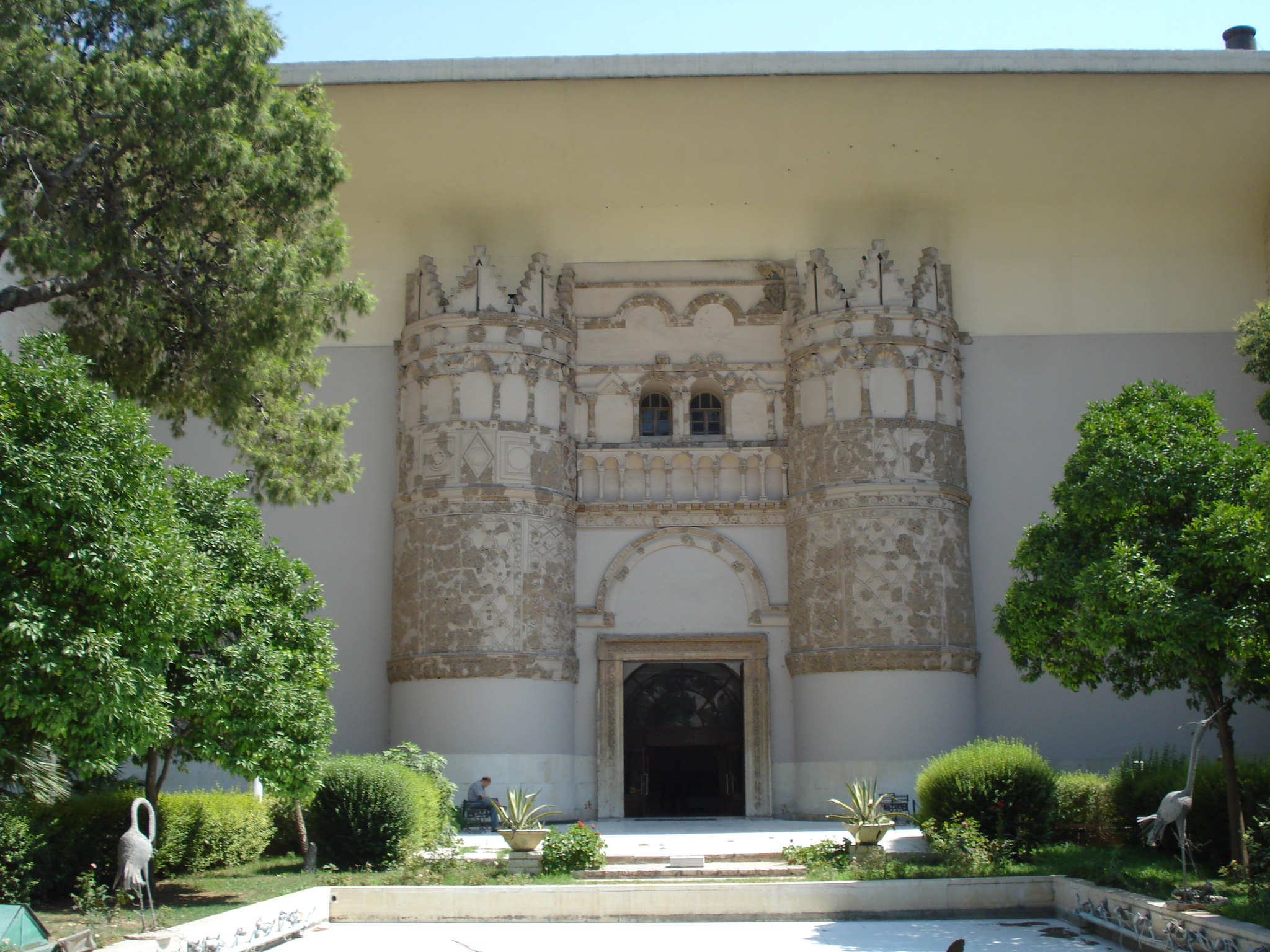
Национальный музей в Дамаске

- Национальный музей Дамаска
- Каср-эль-Азем (Дворец Азема)
- Военный музей
- Музей арабской каллиграфии

### Искусство
- Высший институт музыки и драмы
- Оперный театр Дер Аль Асад

## Достопримечательности

### Стены и ворота Дамаска

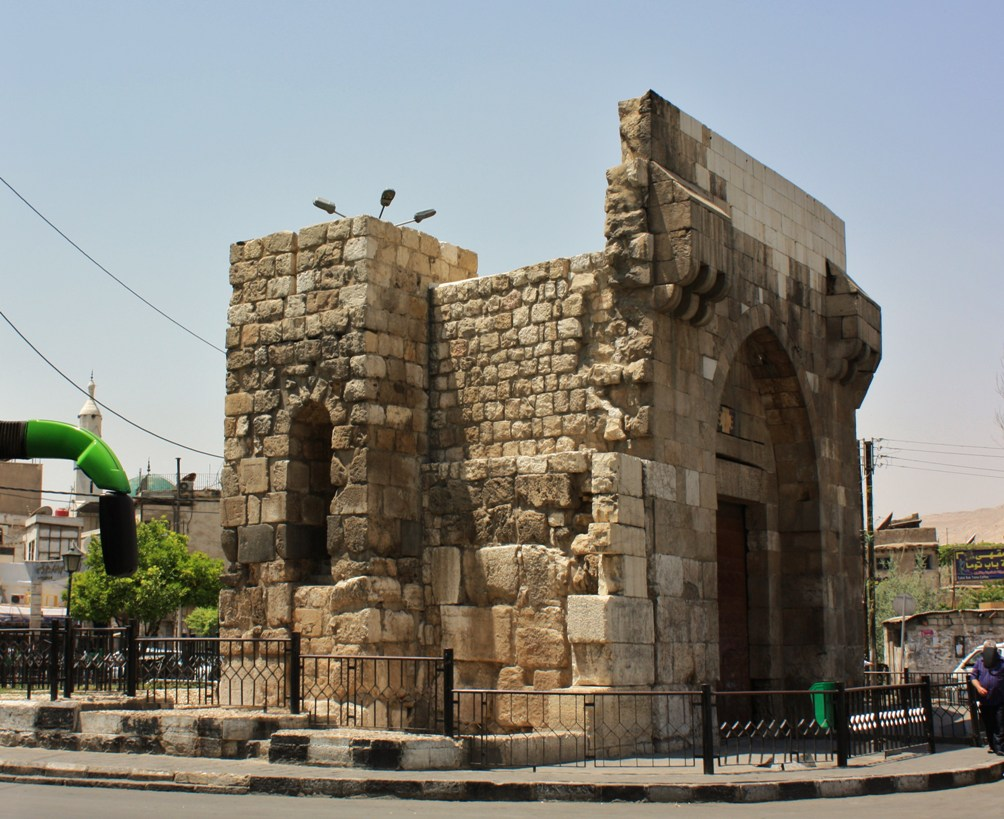
«Ворота Фомы» (Баб-Тума)

Приблизительная площадь Старого города в Дамаске, окружённая валами с северной, восточной и частично южной стороны, достигает 128 га.
В Дамаске семь сохранившихся городских ворот в стене Старого города, старейшие из которых восходят к римскому периоду (по часовой стрелке, начиная с севера Дамасской цитадели):
- Баб-эль-Сагир («Малые ворота») — за воротами находятся исторические захоронения, в частности здесь похоронены 2 жены пророка Мухаммада, первый муэдзин в исламе Биляль Абиссинец, а также учёный аль-Фараби (выходец с территории современного Казахстана)
- Баб-эль-Фарадис («Райские ворота»)
- Баб-эль-Салам («Ворота мира»)
- Баб Тума («Ворота Фомы») — название восходит к имени апостола Фомы, ведут в христианский квартал Старого города
- Баб Шарки («Восточные ворота»)
- Баб Кисан — построенные в эпоху римлян, были посвящены богу Сатурну. Через них по преданию из Дамаска бежал апостол Павел
- Баб-эль-Джабия

Кроме этих семи ворот, есть и другие, за пределами Старого города:
- Баб эль-Фарадж
- Баб Мусалла
- Баб Срижа

### Церкви
- Собор Дамаска
- Собор Девы Марии
- Дом святого Анании

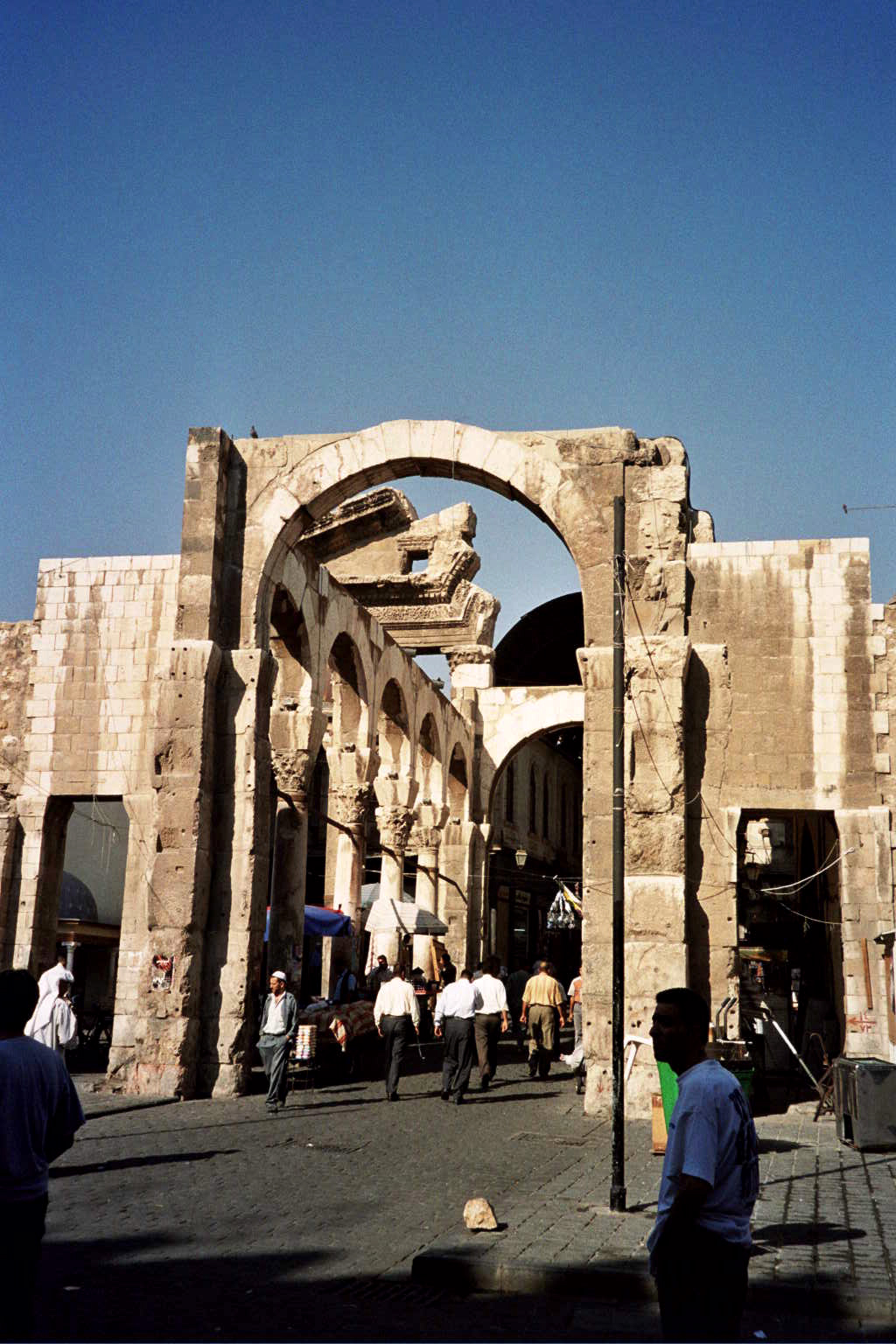
Руины храма Юпитера в Старом городе

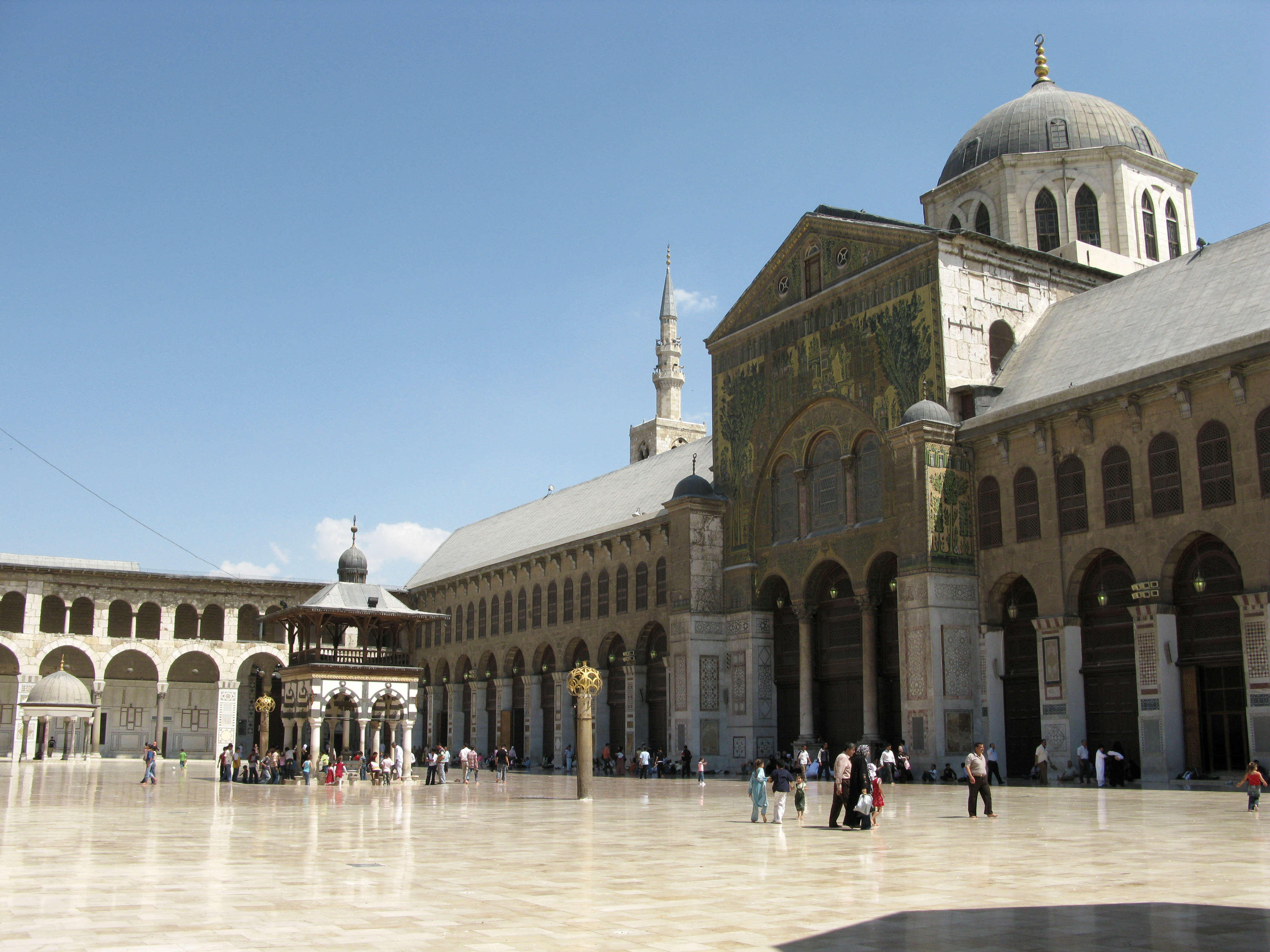
Мечеть Омейядов.

- Римско-католический кафедральный собор в квартале Зейтун (бывший Еврейский квартал).
- Церковь Святого Иоанна
- Лавра Святого Павла
- Святилище Святого Георгия
- Церковь Святого Саркиса

### Мечети
- Мечеть Сайида Зейнаб[англ.] (в пригороде, близ дороги в аэропорт)
- Мечеть Сайида Рукыйя
- Мечеть Омейядов — крупнейшая мечеть Сирии и одна из самых почитаемых мечетей арабского мира

### Медресе
- Медресе Аль-Адилийя
- Библиотека Аз-Захирийя
- Медресе Нур эд-Дин

### Старые дома
- Дворец Азем

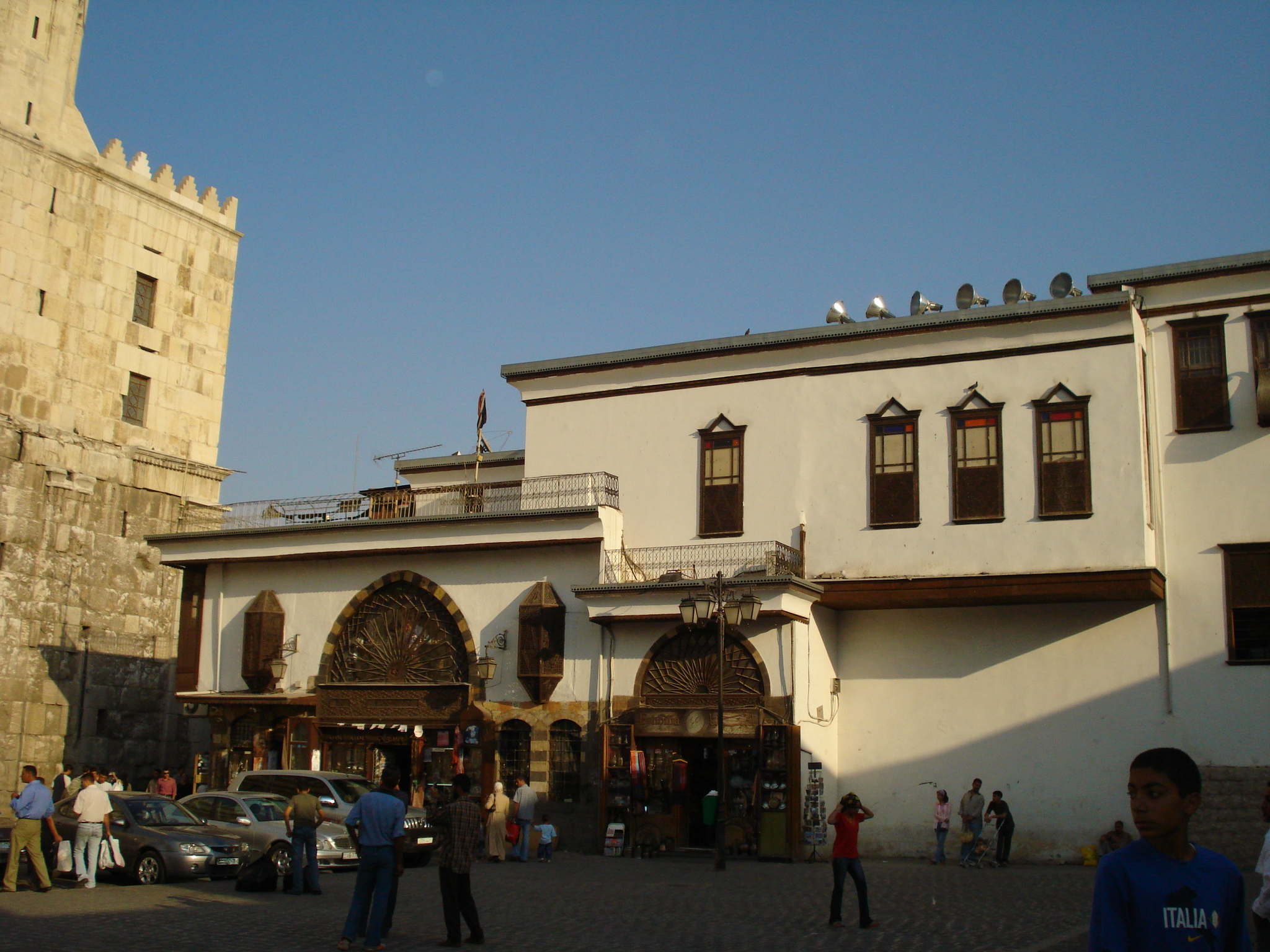
Старые дома в Дамаске

- Байт-аль-Аккад (Датский институт в Дамаске)
- Мактаб Анбар
- Бейт аль-Мамлюка (отель)

### Ханы
- Хан Джакмак
- Хан Асад Паша
- Хан Сулейман Паша

## Досуг

### Парки и сады
Парк Тишрин является крупнейшим парком в Дамаске. Здесь проводится ежегодное Цветочное шоу. Также в городе находятся и другие парки: Альджахиз, Аль-Сиббки, Аль-тижара и Альуахда.

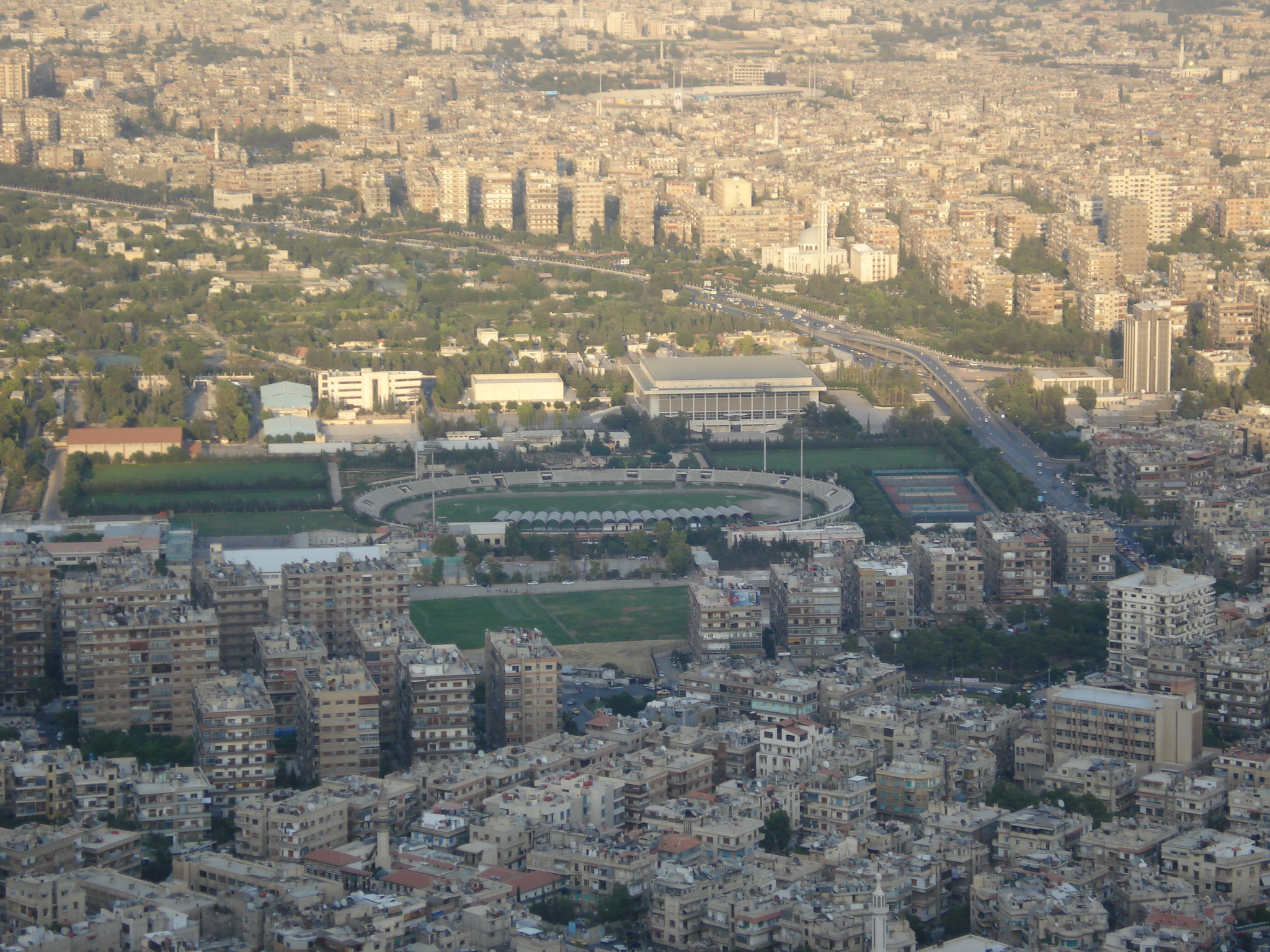
Стадион Файха

### Спорт
Популярные виды спорта — это футбол, баскетбол, плавание и настольный теннис. Многие спортивные клубы базируются в Дамаске, такие как:
- Аль-Джаиш
- Аль-Уахда
- Аль-Мадж

## Города-побратимы
- Александрия, Египет
- Амман, Иордания
- Анкара, Турция
- Астана, Казахстан
- Афины, Греция
- Багдад, Ирак
- Богота, Колумбия
- Бухарест, Румыния
- Буэнос-Айрес, Аргентина
- Дубай, ОАЭ
- Ереван, Армения
- Каир, Египет
- Каракас, Венесуэла
- Кордова, Испания
- Нави-Мумбаи, Индия
- Нинся-Хуэйский автономный район, Китай
- Рабат, Марокко
- Рио-де-Жанейро, Бразилия
- Сан-Паулу, Бразилия
- Стамбул, Турция
- Толедо, Испания
- Триполи, Ливан
- провинция Фарс, Иран